# Гари (Большесосновский район)
Гари — деревня в Большесосновском районе Пермского края. Входит в состав Полозовского сельского поселения.

## Географическое положение
Расположена на левом берегу реки Сива, в 1 км к северу от села Бердышево.

## Население
| 2010 |
| ---- |
| 51   |

## Улицы
- Зеленая ул.
- Центральная ул.

## Топографические карты
- Лист карты O-40-85 Петропавловск. Масштаб: 1 : 100 000. Состояние местности на 1983 год. Издание 1984 г.